# Druy-Parigny
Druy-Parigny é uma comuna francesa na região administrativa de Borgonha-Franco-Condado, no departamento Nièvre. Estende-se por uma área de 24,92 km². Em 2010 a comuna tinha 321 habitantes (densidade: 12,9 hab./km²).